# Zygodontomys brevicauda
Zygodontomys brevicauda är en däggdjursart som först beskrevs av J.A.Allen och Chapman 1893.  Zygodontomys brevicauda ingår i släktet rörmöss och familjen hamsterartade gnagare. Inga underarter finns listade.

## Utseende
Arten når en kroppslängd (huvud och bål) av 14 till 16 cm, en svanslängd av 10 till 12 cm och en genomsnittlig vikt av 57 g. Bakfötterna är 2,3 till 2,7 cm långa och öronen är 1,6 till 1,9 cm stora. På ovansidan förekommer spräcklig brun päls och undersidans päls är lite ljusare. På svansen är ovansidan mörkare än undersidan. Vid de ganska korta bakfötterna är de tre tårna i mitten betydlig längre än stortån och lilltån. Honor har åtta spenar. I områden där Zygodontomys brevicauda lever tillsammans med Zygodontomys brunneus, som är den enda andra arten i samma släkte, är Zygodontomys brevicauda mindre. Avvikelser finns även i kraniets och tändernas konstruktion. Antalet kromosomer i den diploida kromosomuppsättningen varierar mellan 84 och 88 (2n=84–88).

## Utbredning
Denna gnagare förekommer i Central- och Sydamerika från Costa Rica till Amazonområdet och även på Trinidad och Tobago. Habitatet utgörs av gräsmarker, skogsgläntor, marskland och jordbruksmark. I bergstrakter når arten 1300 meter över havet.

## Ekologi
Individerna är aktiva på natten och vistas främst på marken. De äter frön, frukter och gröna växtdelar som gräs (däribland sockerrör och ris). Födan kompletteras med några smådjur. Zygodontomys brevicauda gräver jordhålor eller använder naturliga hålrum under rötter som bo och fodrar boet med gräs eller andra växtdelar. Enligt en studie från Venezuela kan honor para sig hela året och kullen har ungefär fyra ungar.
Enligt en annan källa föds upp till 11 ungar per kull. Dräktigheten varar i cirka 25 dagar och de nyfödda ungarna väger 3 till 4 g. De är blinda, har endast några fina hår på kroppen och saknar tänder. Ögonen öppnas efter ungefär 6 dagar och efter cirka 16 dagar slutar modern med digivning. Könsmognaden infaller efter 3 till 4 veckor för honor samt efter 6 till 8 veckor för hanar.

## Hot
För beståndet är inga hot kända. Hela populationen anses vara stabil. IUCN listar arten som livskraftig (LC).